# (1280) Baillauda
(1280) Baillauda es un asteroide que forma parte del cinturón exterior de asteroides y fue descubierto por Eugène Joseph Delporte el 18 de agosto de 1933 desde el Real Observatorio de Bélgica, Uccle.

## Designación y nombre
Baillauda recibió al principio la designación de 1933 QB.
Más adelante se nombró en honor del astrónomo francés Jules Baillaud (1876-1960).

## Características orbitales
Baillauda orbita a una distancia media de 3,415 ua del Sol, pudiendo acercarse hasta 3,243 ua. Tiene una excentricidad de 0,05058 y una inclinación orbital de 6,46°. Emplea en completar una órbita alrededor del Sol 2305 días.